# فاتن (مظهر)

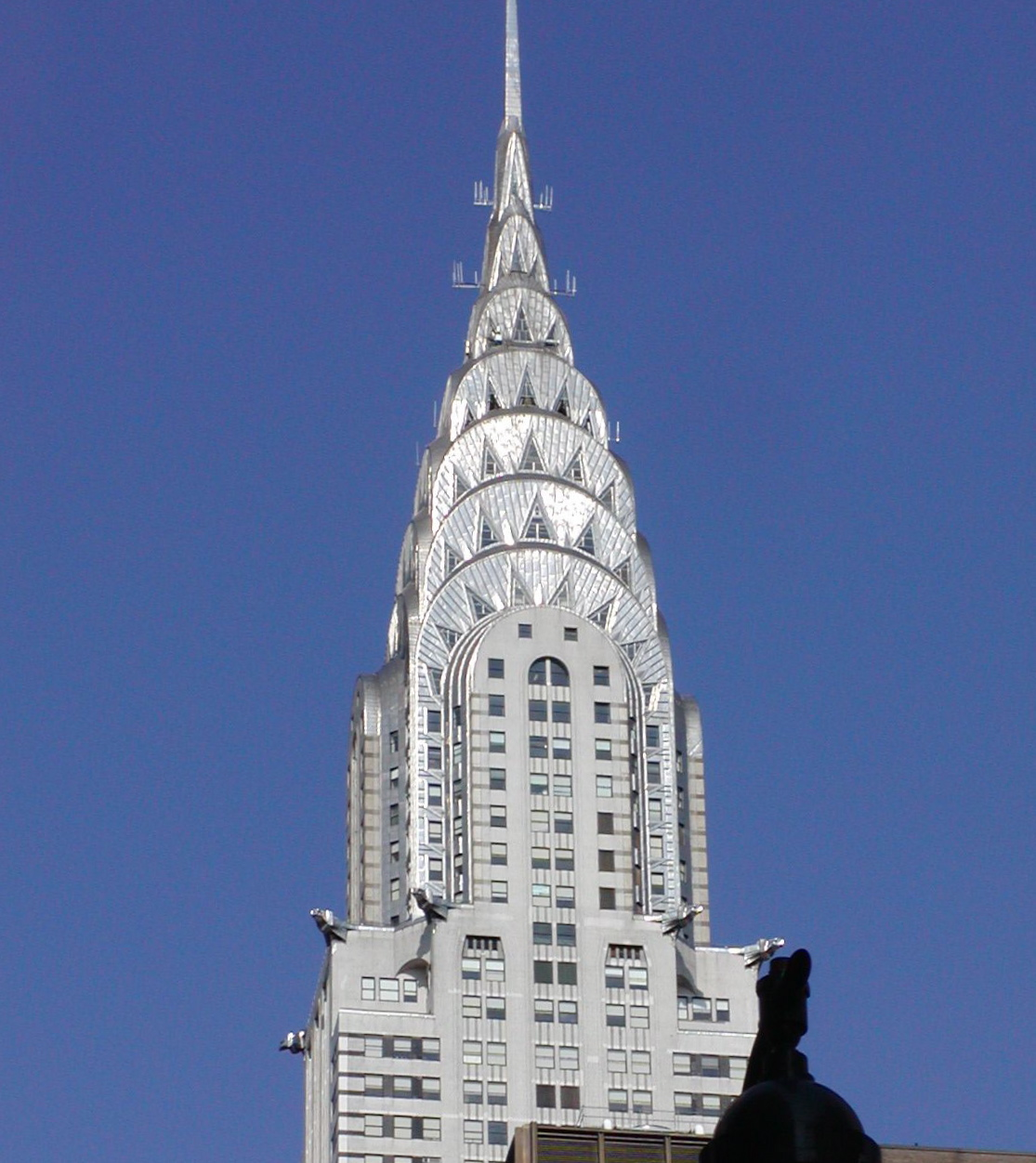
قمة برج كرايسلر في نيويورك، إحدى أعمال موجة آرت ديكو.

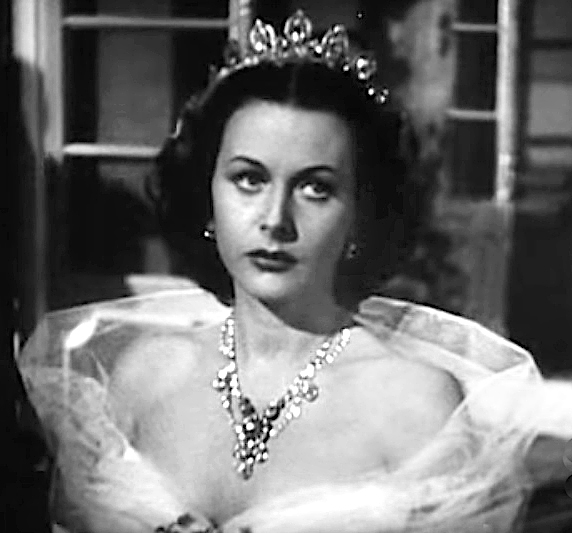
هيدي لامار إحدى فنانات الإغراء.

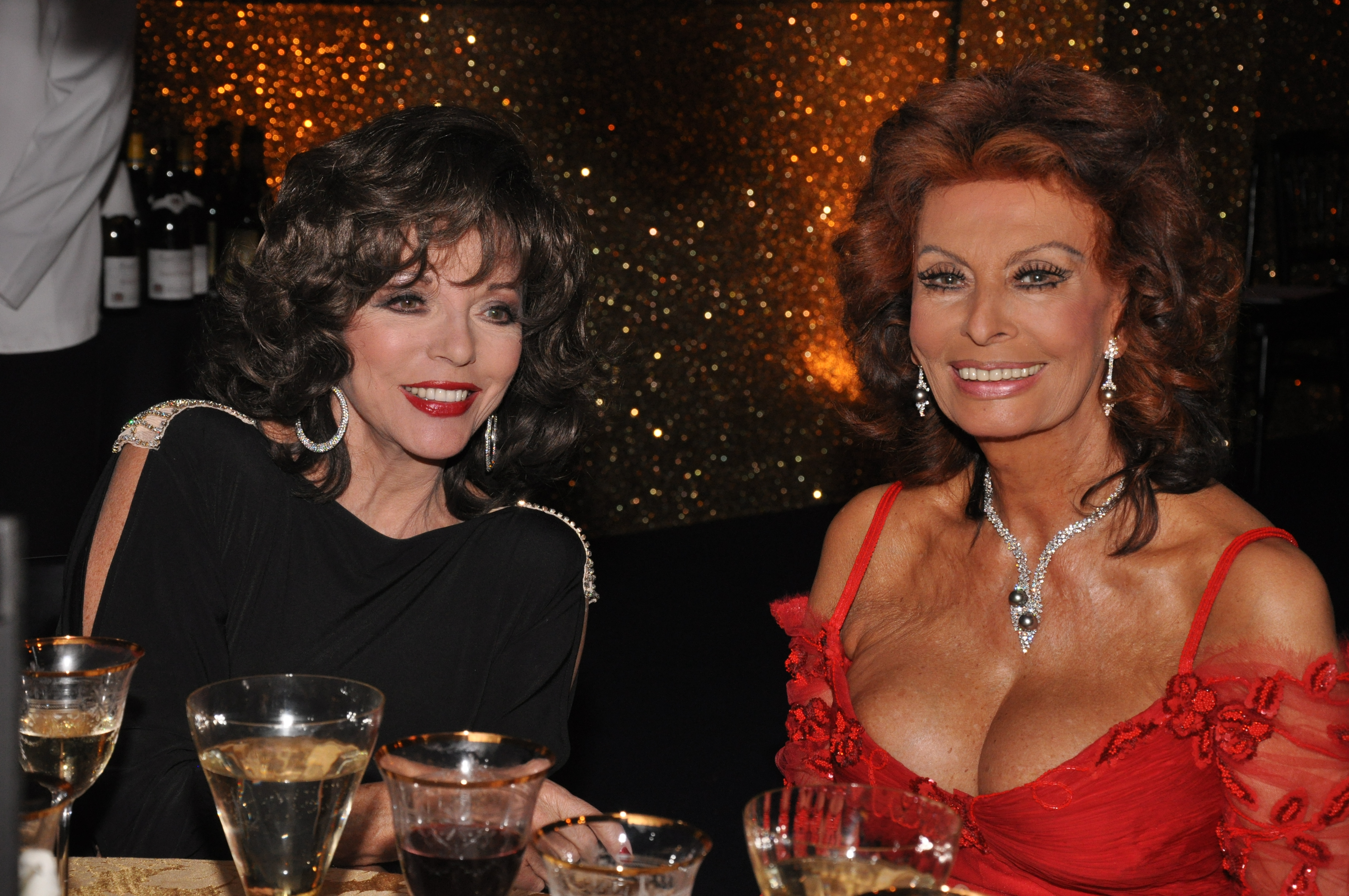
جوان كولينز وصوفيا لورين إحدى رموز فن الإغراء.

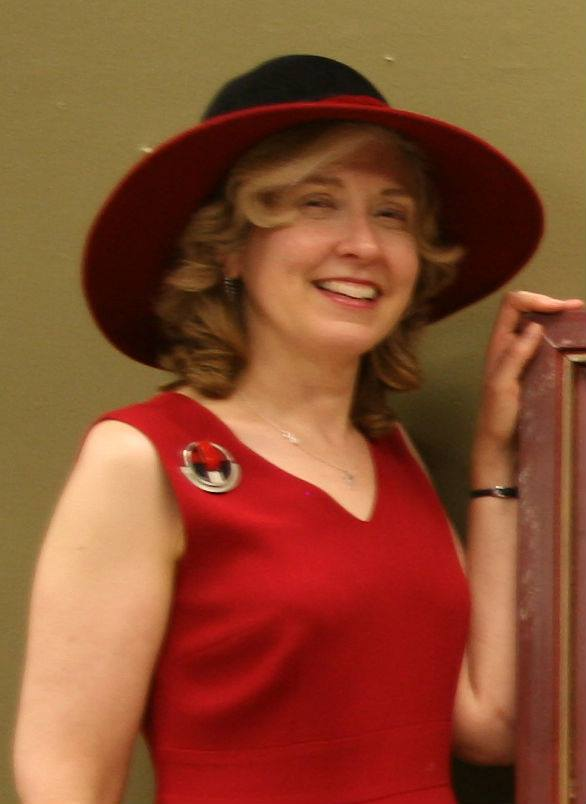
فرجينيا بوستيل

الافتتان هو الإحساس بالجذب والميول الذي يخلقه المظهر الفاخر أو الأنيق بشكل خاص. يمكن أن يكون المفتون به عبارة عن شخص أو حدث، موقع أو تكنولوجيا أو حتى منتج كقطعة من قماش تحولت إلى ملابس براقة لتضيف البهجة وتخلق جوا من الإغراء. استخدمت الكلمة في أول الأمر لتشير إلى التعويذات السحرية، أو الأوهام التي تلقيها الساحرات.
تقول الفنانة فرجينيا بوستيل أنه من أجل نجاح الافتتان يجب خلق جو من عدم الارتياح والغموض الذي يزداد كل يوم بشرط ألا يتجاوز المدى الذي يتيقن عنده المتلقي باستحالة الحصول عليه. يجب ألا يكون الافتتان مبهم خافي لكل شيء، أو فاضح كاشف كل شيء، فطبيعته بسيطة يظهر الأشياء البسيطة مركزا فقط على الجانب الإيجابي بدون أي تعديلات تفسد الأمر.
إعتمدت صناعة الأفلام في هوليوود قديما على فن الافتتان. لا يجب الخلط بين الإغراء والموضة، التي هي الالتزام بمدرسة معينة من مدارس الموضة والجمال الداخلي. أما الافتتان فهو الجمال الخارجي فقط.

## التاريخ
كانت الكلمة قديماً تشير إلى التعويذات السحرية، الوهم الذي يلقيه السحرة لخلق جو من السعادة والنشوة وخصوصا سحرة روما المعروفين بالغجر. في أواخر القرن التاسع عشر، بدأ استخدام الكلمة بمعناها الحالي.
في أواخر القرن التاسع عشر، بدأ انتشار المواد التي تساعد على حدوث الإغراء كالمجوهرات والملابس البراقة في إستديوهات هوليوود المبكرة.

## التصميم

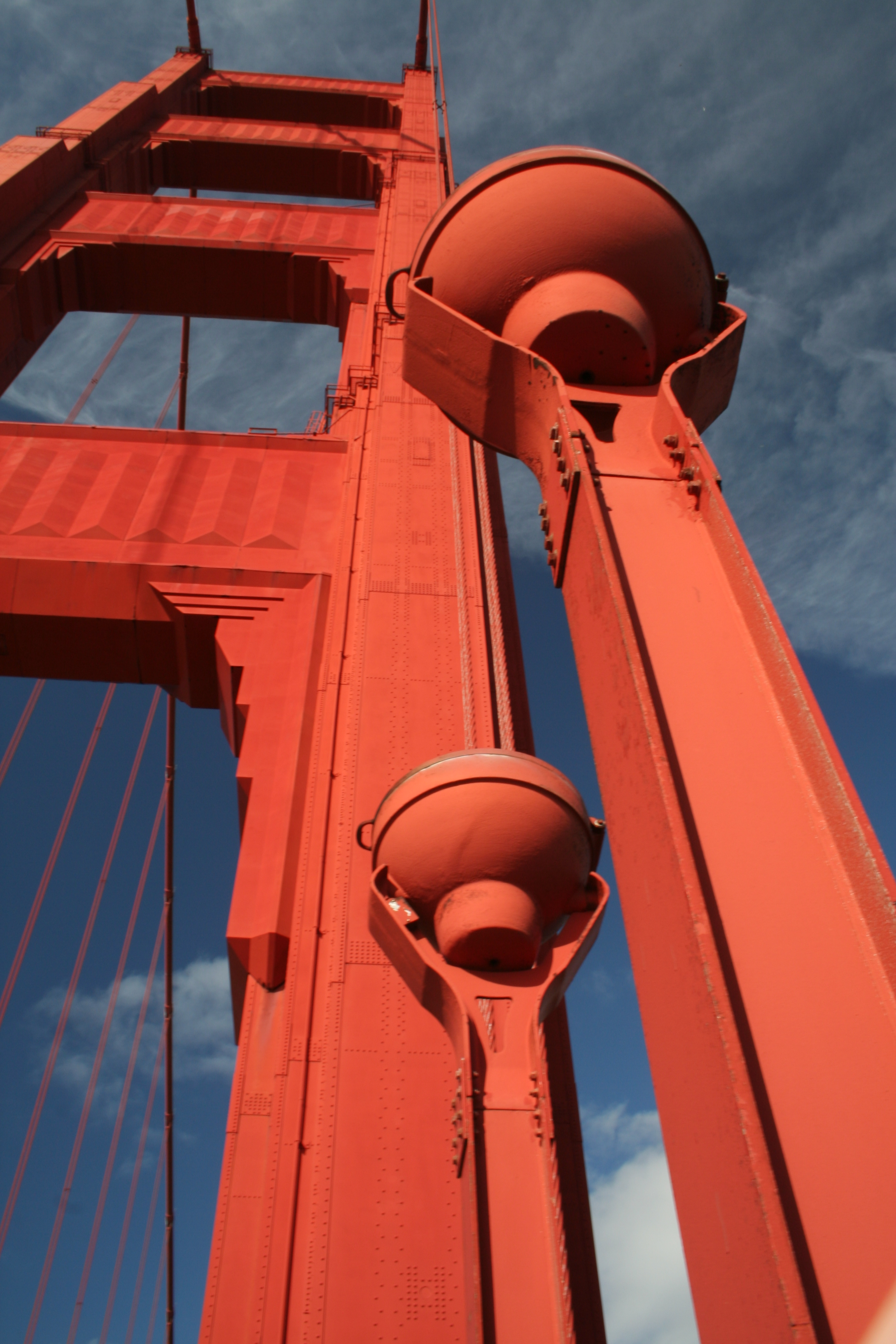
جسر البوابة الذهبية، وتظهر فيه خطوط الآرت ديكو

في الهندسة، تستخدم الكلمة (glamorous) للتعبير عن التصاميم والرسومات البراقة. من أبرز هذه الأساليب هو أسلوب آرت ديكو.

## السينما
اتسمت فترة الثلاثينات والأربعينات في هوليوود بالعصر الذهبي لسينما الإغراء، بعد سنوات من معاناة السينما من عواقب الكساد الاقتصادي.
استخدمت السينما آنذاك أساليب الإضاءة المختلفة، حيث قامت بتركيز الضوء على منطقة الظل على منطقة أخرى. لعل من أشهر هذة الأساليب هي تركيز الضوء على الشعر وخلق ظلال حول العيون. اشتهر العديد من نجمات هوليوود بجاذبيتهم العالية مثل مارلين ديتريش، كارول لومبارد، ريتا هيوارث ودولوريس ديل ريو.
تتعمد إستوديوهات هوليوود أن تظهر الفنانات في فساتين أنيقة ومجوهرات براقة، سواء على الشاشة أو في المناسبات المدبرة بغرض الدعاية. صرحت جوان كراوفورد في إحدى المرات قائله:
«أنا لا أخرج أبدا ما لم أبدو مثل جوان كروفورد نجمة الفيلم».
تتم عملية تصوير الفنانين والفنانات في غرف تمت طلاءها بطريقة خاصة لإضفاء لون البشرة وتلفت الانتباه إلى الشعر والملابس.

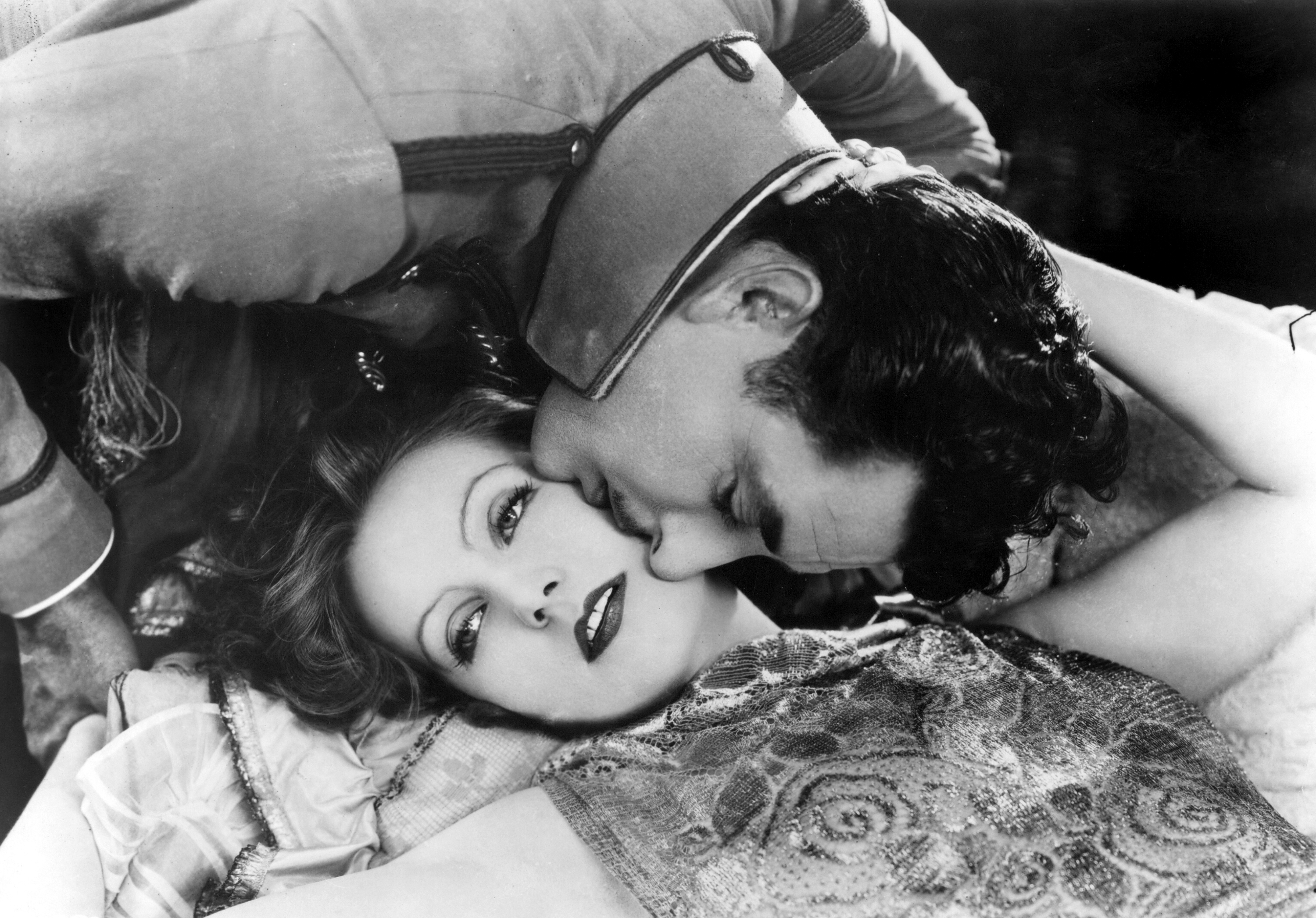
غريتا غاربو مع جون جيلبرت في فيلم عام 1926.

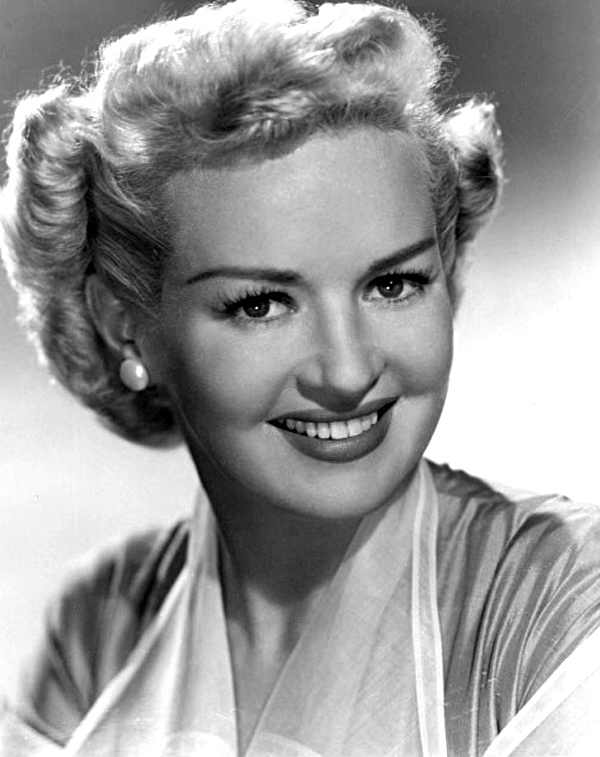
بيتي جرابل عام 1951

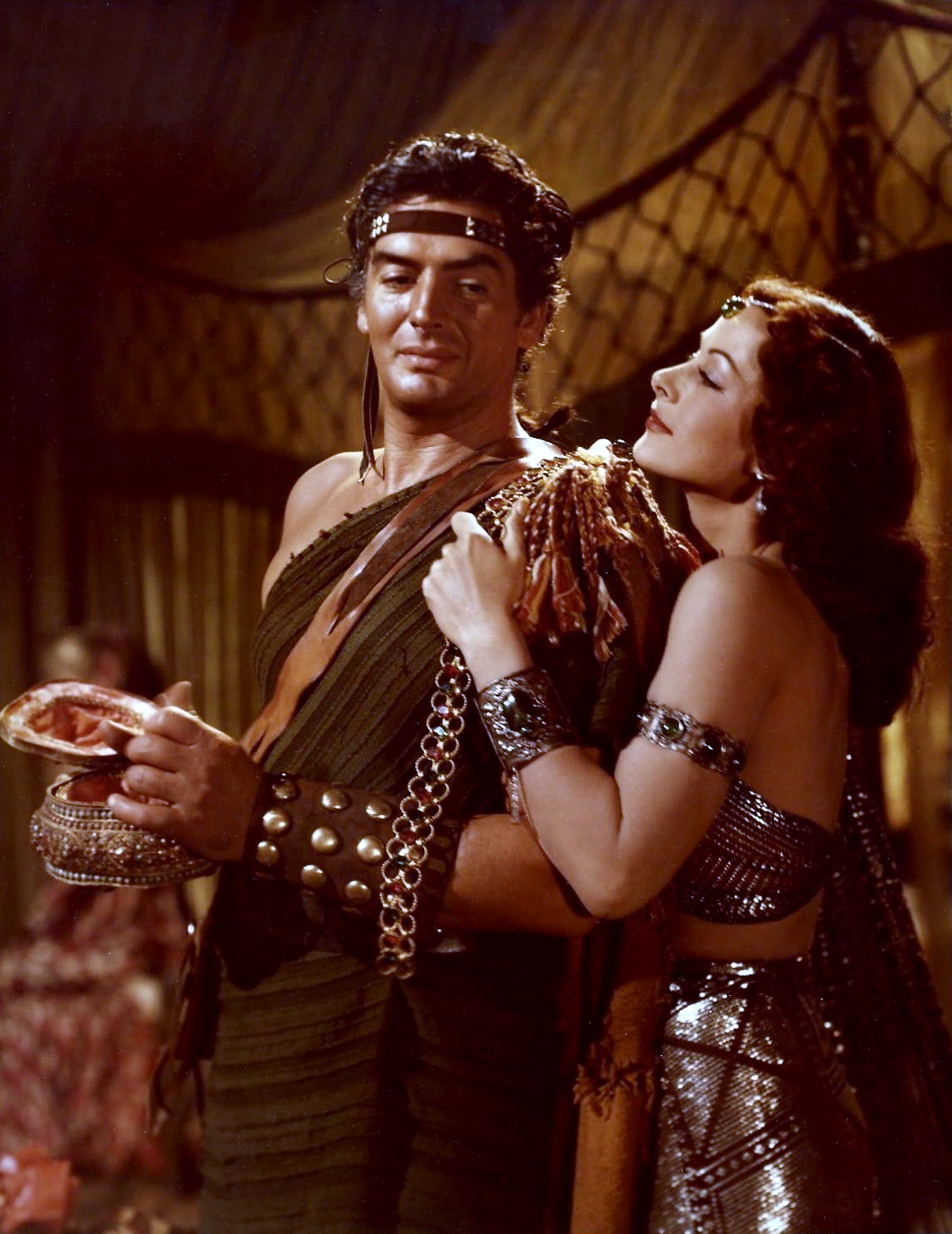
هيدي لامار في فيلم شمشون ودليلة

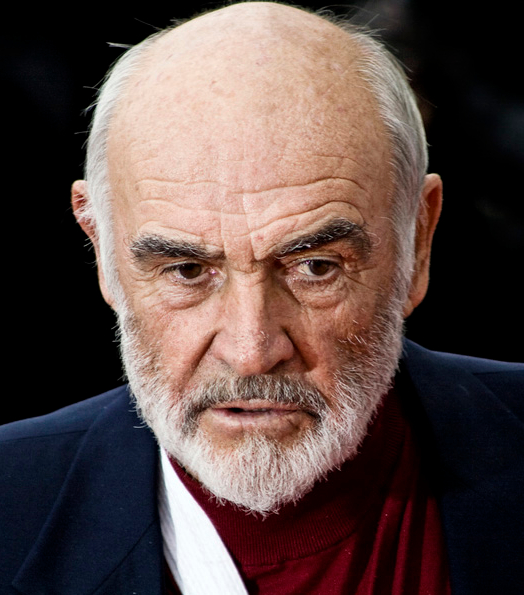
شون كونري

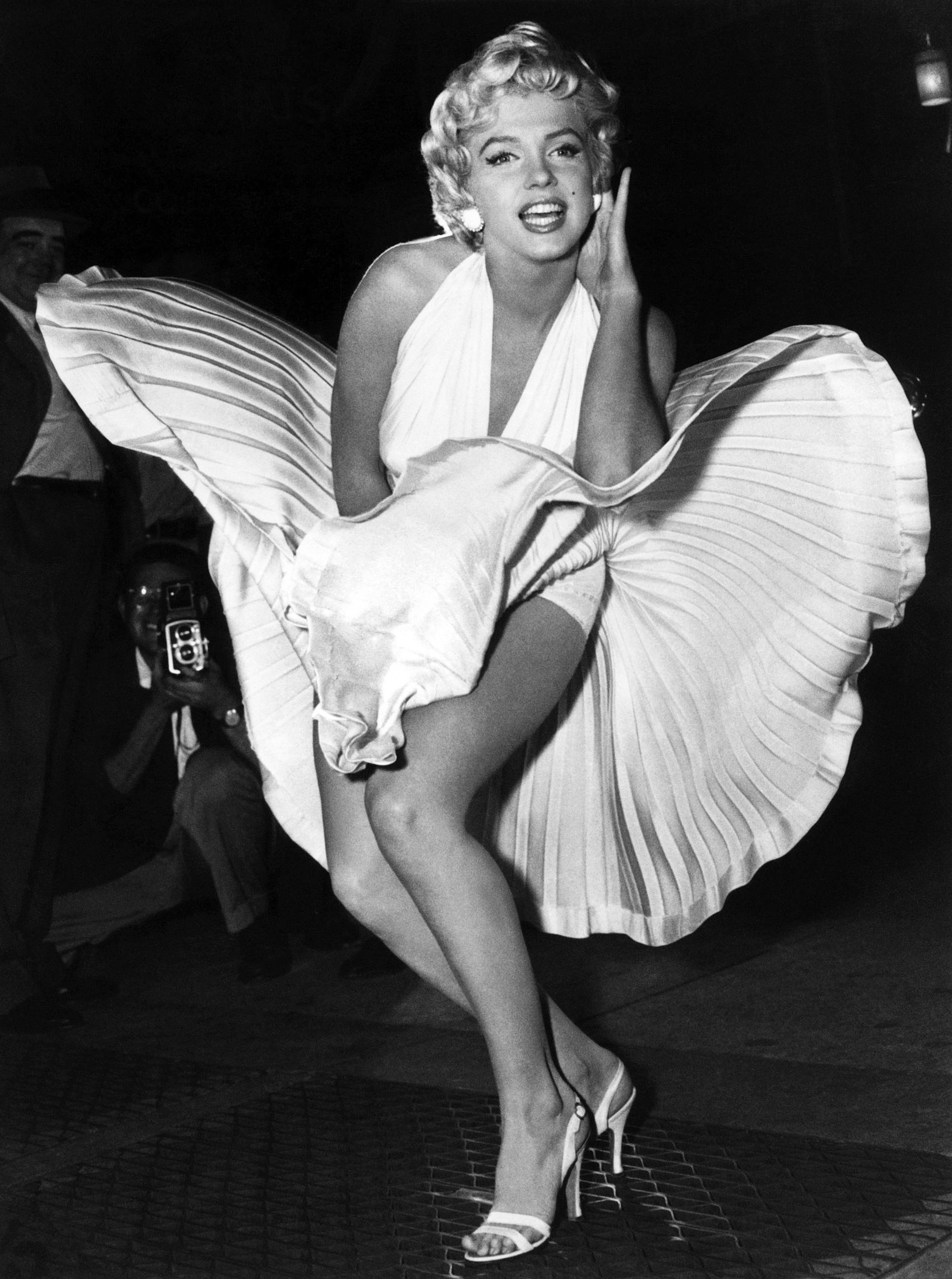
مارلين مونرو إحدى ايقونات الجمال

من رموز تلك الحقبة الزمنية:
- غريتا غاربو[4]
- بيتي جرابل [4]
- جريس كيلي[2]
- هيدي لامار،[2] التي قالت «يمكن لأي فتاة أن تبدو فاتنة. فكل ما يجب عليها القيام به هي أن تقف مستقيمة وتبدو غبية».
- شون كونري[2]
- مارلين مونرو[2]

## الرموز

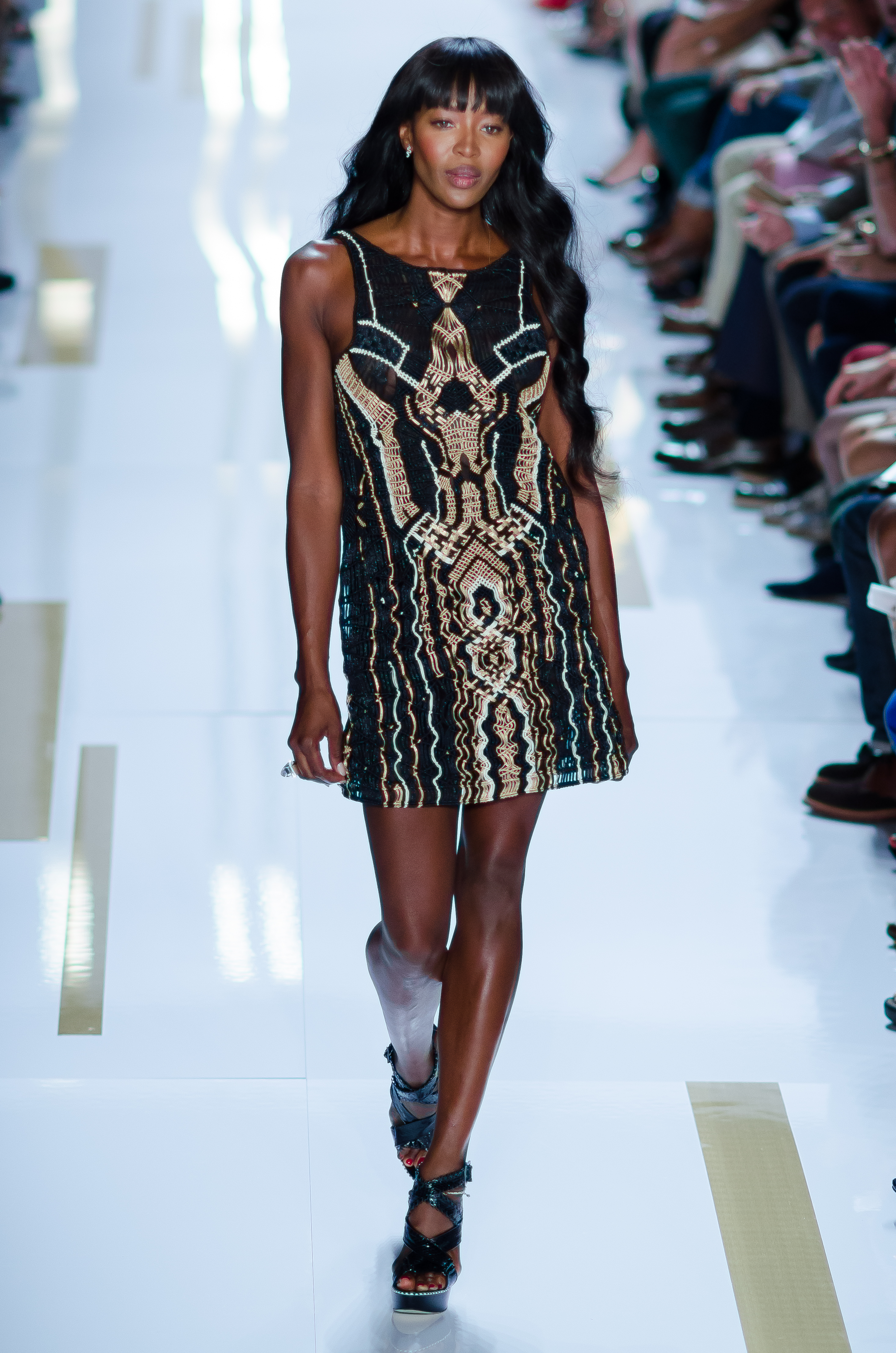
ناعومي كامبل سبتمبر 2013

كأي فن أو صناعة لها رواد، فإن لفن الإغراء والفتنة أيقونات خاصة به، تميزت بأسلوبها الفريد الذي يجعلها أكثر جاذبية من باقي البشر. فعلى سبيل المثال
- بريجيت باردو
- أودري هيبورن
- إيميلدا ماركوس
- الملكة إليزابيث الثانية[8]
- ناعومي كامبل [8]
- ديانا أميرة ويلز
- ستيلا ماكارتني[8]
- جلوريا، أميرة فون ثورن وتكساس
- إيزابيلا أميرة أورليان-براغانزا
- كلوديا شيفر[8]
- ماريلا اجنيلي
- إليزابيث تايلور
- آيشواريا راي
- جاكلين كينيدي أوناسيس[8]
- صوفيا لورين[9]
- آفا غاردنر[9]
- جوان كولينز[9]
- كارولين أميرة موناكو
- غريس كيلي
- كيت بلانشيت

## التصوير

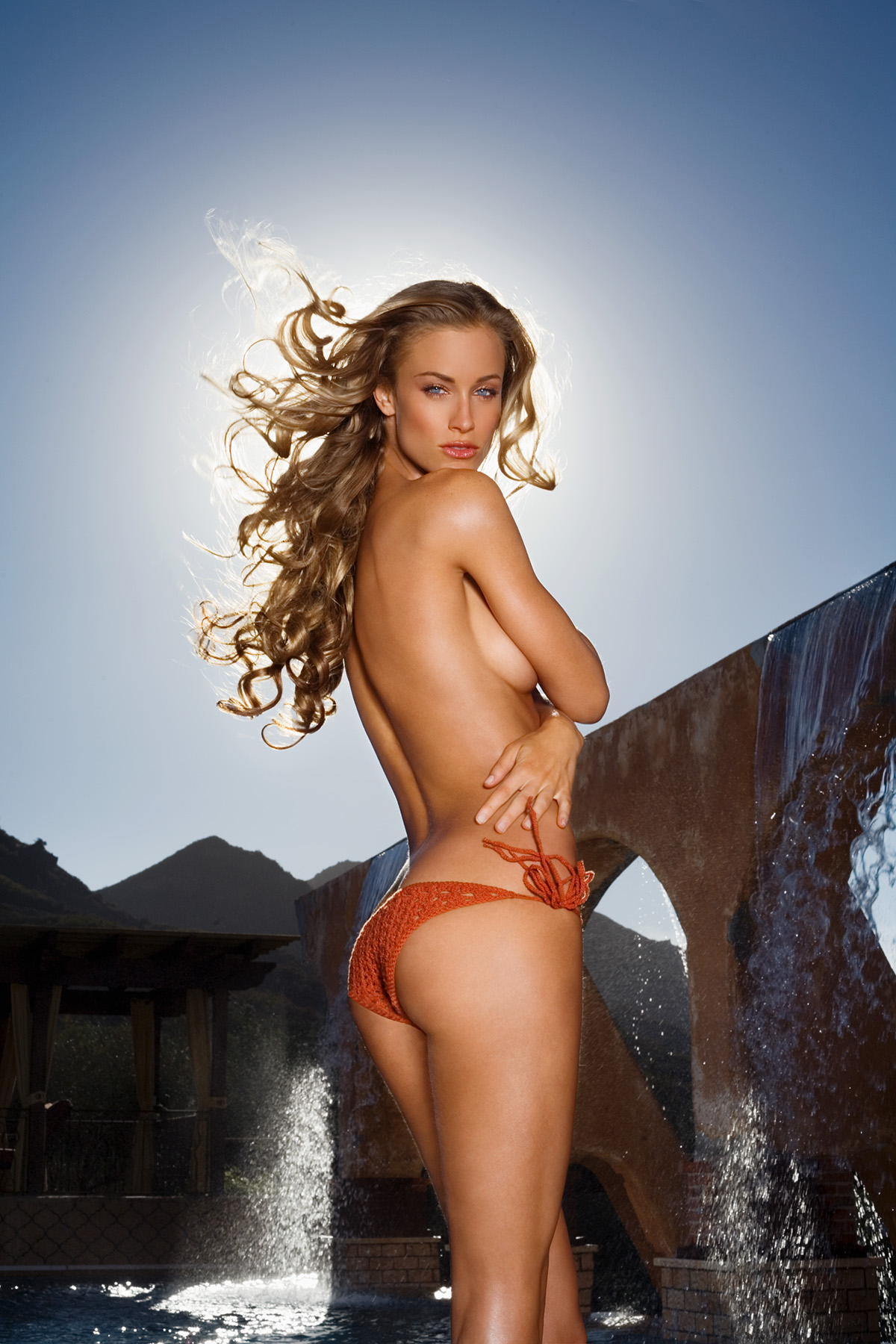
ميشيل مريكن

يهتم تصوير الإغراء بتصوير الجسم بوضعية شهوانية، لهذا الإتجاة بالتركيز على نقطتين:
- العارض: نقاط جمال وفتنة العارض.
- البيئة: الملابس، الإكسوارات والخلفية.

ما يفرق بين مصور وأخر هنا هو قدرته على استخدام البئية المحيطة بالعارض كالإضاءة واستخدام الهواء لجعل الصورة أكثر جاذبية.

## العنف
تم اتهام العديد من وسائل الإعلام باستخدام العنف مع الممثلات والعارضات فعلى سبيل المثال فيلم برتقالة آلية يعرض مشاهد مزعجة من العنف الجنسي والجسدي لكاتبه ستانلي كوبريك أو أفلام ماتريكس.
تم تصنيف سلسلة ألعاب ذا جراند ثفت أوتو في موسوعة غينيس للأرقام القياسية لعام 2009 باعتبارها أكثر سلاسل الألعاب إثارة للجدل وتأجيج ظاهرة العنف.

## العالم العربي
ظهر هذا النوع من التمثيل الواقعي والتصويري للمشاهد بالإغراء مع بداية الخمسينات القرن العشرين حيث ظهرت العديد من الفنانات في السينما المصرية منها من استخدام الإغراء والجانب الآخر الرقص واستمر التمثيل بأدوار الإغراء حتى نهايات السبعانيات القرن العشرين حيث قل وجود الإغراء في الأفلام وهناك بعض الأفلام الحديثة ظهرت بها مشاهد جنسية لكنها دون عري.
وهناك نسبة بسيطة من فنانات الإغراء اللواتي اعتزلن المجال الفني واخترن التوبة مثل الممثلة شمس البارودي وسهير رمزي التي اعتزلت وأرتدت الحجاب وعادت مجدداً للتمثيل عام 2006 بمسلسل حبيب الروح وهي مرتدية الحجاب.
وهذا النوع من المشاهد ظهر بعد ذلك في سوريا ولبنان وبعض الدول العربية.
من أهم فنانات الإغراء في العالم العربي:
- : سهير رمزي (1950 -).
- : ناهد شريف (1942 - 1981).
- : هويدا (1952 -).
- : شمس البارودي (1946 -).
- : إغراء (1945 -).

## وصلات خارجية
- Photographe de portrait glamour en Bretagne